# Can Parellada (masía de Masquefa)
Can Parellada es una masía de Masquefa (Barcelona) incluida en el Inventario del Patrimonio Arquitectónico de Cataluña . Can Parellada formaba parte de una gran hacienda que comprendía también las propiedades llamadas Maset, Can Valls y Pedrosa. Esta masía fue reformada en los alrededores de 1930. Más tarde fue adaptada por restaurante. Masía de planta baja, dos pisos y cubierta con azotea. En las formas que se hicieron se adosaron otros tres cuerpos altos, cubiertos con teja, manteniendo la simetría del conjunto, además de numerosas dependencias auxiliares. El conjunto queda cerrado por un patio del que debe destacarse la puerta de entrada con elementos de ladrillo muy ornamentales. La fachada original es simétrica, con tres balcones en el primer piso, y en el segundo, encima de cada balcón se abren tres ventanas de punto redondo. Destaca la barandilla de la azotea con balaustres de terracota y un reloj de sol .